# コロギス科
コロギス科（コロギスか）Gryllacrididae は、バッタ目キリギリス亜目の科。森林起源とされているバッタ目の中では比較的原始的な位置づけとなり、バッタ目誕生の鍵を握る種族でもある。

## 概要
殆どの種類が樹上性。体型はコオロギ上科に酷似し、頭部は卵形で縦長、特に顎が発達し丸顔の種が殆どであるコオロギ上科とは異なる。乾くと糸状になる特殊な唾液を口から吐き、巣作りに利用する。
触角は非常に長く、体長の4-6倍ぐらいあり、オスの方が長い傾向がある。複眼は比較的小さいが視力は割合に良い方で動く物に敏感である。暗いところで黒っぽく変わったりはしないが、夜目は利くようである。単眼は通常3つあるが、種類によっては額の1つだけになってしまっているものや、全く退化したものもいる。
脚は頑丈で比較的長く、脛節には棘を備え獲物の捕獲や巣作りに利用する。前脚には鼓膜器官を欠く。後脚の発達は悪く、跳躍は苦手である。反面、非常に素早く走ることが出来、素早く獲物に近寄る。また、危険を感じた際には跳躍した後素早く走り去る。趺節の足先は広がり、吸着組織と爪を備え物にしがみつくのに適する。尾肢は糸状で、コオロギよりは短い。翅の形もコオロギに似ているが、発音器を欠く。一部の種では短く退化、または完全になくなっている。完全な羽を備えた種であっても飛翔することは殆ど無く、威嚇の際に広げて使う程度である。メスの腹部の先には発達した産卵管がある。交尾の際オスはメスの産卵管を脚で抱え込むようにして掴む独特の姿勢で行う。腹部から脚部に発音器官を備えるものがあり、それを用いて発音するほか、脚で物をたたくようにして発音（タッピング）する種類もいる。
主に動物質を食べる肉食性で、昆虫などを食べるが生きたものばかりでなく死骸も食べる。また、水分、糖質（樹液、花蜜、果実、アブラムシ・カイガラムシの排泄物）なども好んで摂取する。このため飼育する際はこれらを別々に与える必要がある。ハネナシコロギスの場合、コオロギ用の飼料と甲虫用ゼリー、スポンジにしみこませた水分だけで飼育できる。

## 日本のコロギス科
- コロギス属 Prosopogryllacris Karny, 1937
  - コロギス Prosopogryllacris japonica (Matsumura et Shiraki, 1908)

本州（岩手以南）、四国、九州、韓国。
- - マルモンコロギス Prosopogryllacris okadai Ichikawa, 2001

宝島、奄美大島、加計呂麻島。
- - ヒノマルコロギス Prosopogryllacris rotundimacula Ichikawa, 2001

石垣島、西表島。
- - Prosopogryllacris iriomote Gorochov, 2002

西表。 ヒノマルコロギスと同種？
- - ニセヒノマルコロギス Prosopogryllacris gigas Ichikawa, 2001

沖縄島、久米島。
- コバネコロギス属 Metriogyllacris Karny, 1927
  - コバネコロギス Metriogyllacris magnus (Matsumura et Shiraki, 1908)

本州（関東以南）、四国、九州、屋久島、トカラ列島以南の南西諸島、台湾。
- - オオコバネコロギス型 （おそらく Metriogyllacris comes Gorochov, 2002 に相当する）

宮古島、西表島、与那国島。
- - クロガネコバネコロギス型 Metriogyllacris magnus var.?

沖永良部島。
- - タテスジコバネコロギス Metriogyllacris fasciatus (Ichikawa, 2001)

八丈島、対馬、宝島。
- オガサワラコバネコロギス属 Neanias Brunner von Wattenwyl, 1888
  - オガサワラコバネコロギス Neanias ogasawarensis Vickery et Kevan, 1999

小笠原諸島（父島・母島）。
- ハネナシコロギス属 Nippancistroger Griffini, 1913
  - ハネナシコロギス Nippancistroger testaceus (Matsumura et Shiraki, 1908)

北海道、本州、佐渡島、隠岐、対馬、四国、九州、南西諸島（トカラ以南）。
- - オオハネナシコロギス Nippancistroger izuensis Ichikawa, 2001

本州（伊豆半島周辺）、伊豆諸島（利島、新島、神津島、三宅島、八丈島）。
- ヒメコロギス属 Phryganogryllacris Karny, 1937
  - ヒメコロギス Phryganogryllacris subrectis (Matsumura et Shiraki, 1908)

本州？（古い記録のみ）、九州？（同前）、台湾。